# Пижмівка звичайна
Пижм́івка звич́айна, також адо́кса му́скусна (Adoxa moschatellina) — багаторічна рослина родини адоксових, відома також під народною назвою пижмичка.

## Етимологія
При цвітінні адокса видає слабкий мускусний запах, обумовлений наявністю іридоїдних глюкозидів у квітках. Звідси походить видовий епітет — адокса мускусна. Назва «адокса» в перекладі з грецької означає «безславна» і вибрана К. Ліннеєм через дрібні, зеленуваті, малопомітні квітки, що швидко відцвітають.

## Опис

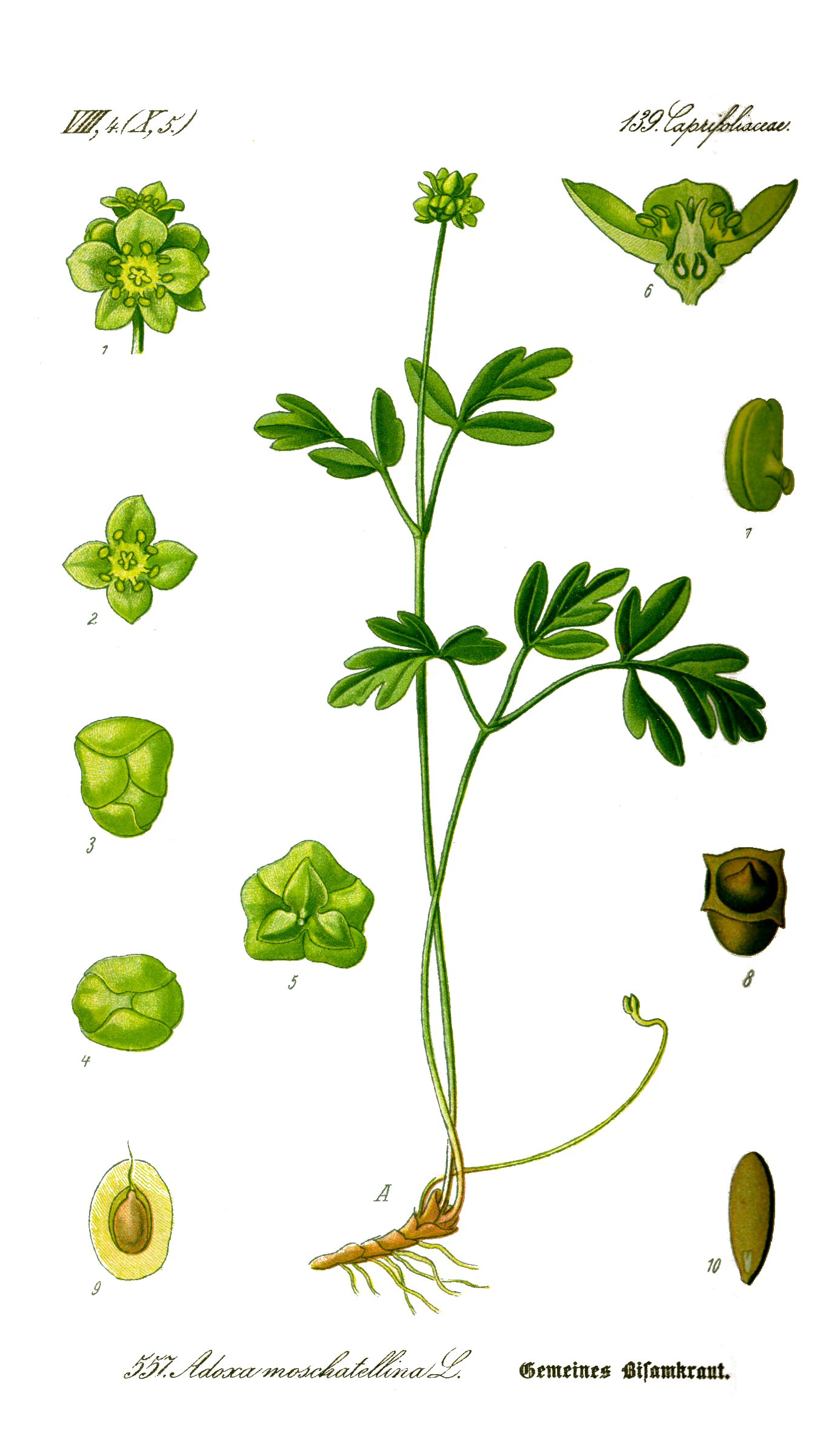
Адокса мускусна.

Невелика (заввишки 5−15 см) трав'яниста рослина з коротким білим кореневищем, з кількома двічі-трійчастим прикореневим і двома супротивними трійчастими стебловими листками.
Квітки зібрані по п'ять у верхівкові голівки і відрізняються за будовою в залежності від розташування квітки: верхівкова зазвичай 4-членна, актиноморфна, з двороздільною чашечкою, бічні зазвичай 5-членні (іноді 4 — або 6-членні), злегка зигоморфні і мають трироздільну чашечку. Тичинок 4, 5 або 6; вони прикріплені до віночка і чергуються з його лопатями; тичинки розщеплені до основи надвоє, в результаті чого кожна половинка несе лише пів пиляка. Гінецей з 3-5 плодолистків з вільними стовпчиками і головчатими приймочками. Зав'язь напівнижня, 3 — 5-гніздна, з 1 насіниною в кожному гнізді.
Плід — синкарпна кістянка. Цвіте адокса однією з перших навесні — у квітні-травні, зазвичай, ще до повного розпускання листя на деревах. Плоди дозрівають у червні. Насіння з маленьким зародком, розташованим у верхівки рясного ендосперму.

## Екологія

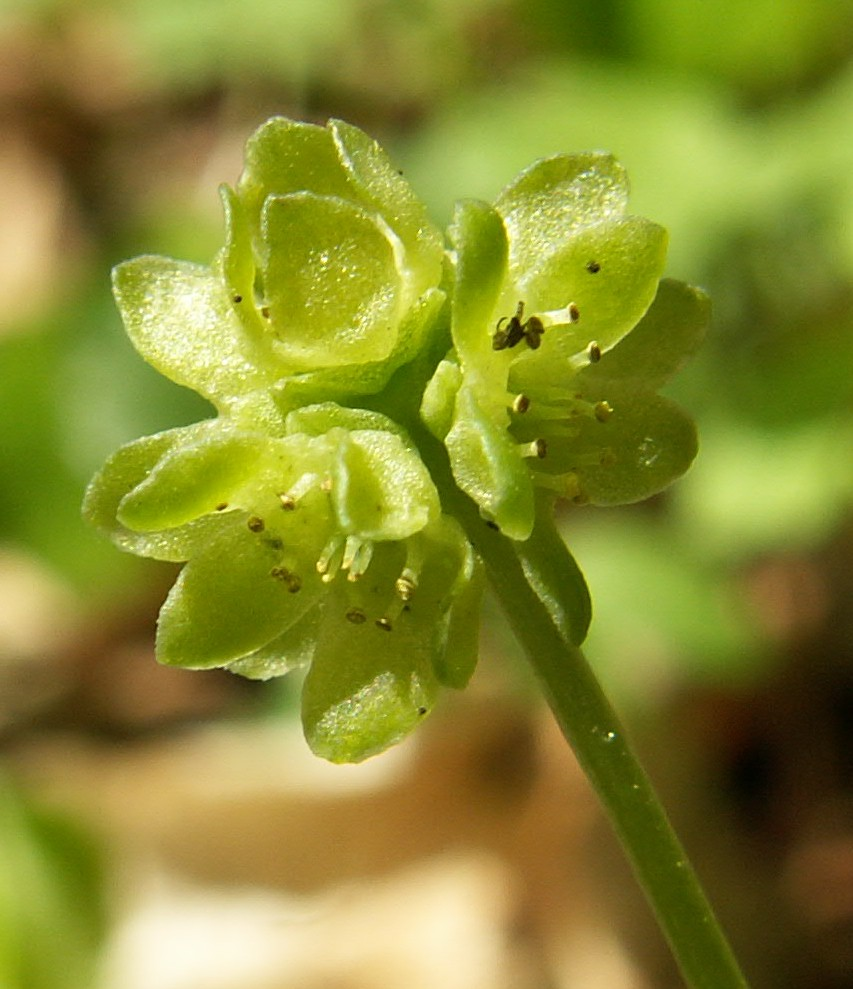
Суцвіття Адокси мускусної

Нектарний диск, що знаходиться в основі тичинок, легко доступний маленьким короткохоботковим комахам, а після дощу, що прибиває квіти до землі, — також мухам, мурашкам і дрібним равликам. Збираючи нектар і пилок і стикаючись по черзі то з пиляками, то з приймочками, вони таким чином здійснюють запилення. За відсутності комах спочатку прямостоячі тичинки подовжуються і згинаються до приймочки, внаслідок чого відбувається самозапилення. Проте як перехресне, так і самозапилення не завжди призводить до утворення плодів і дуже часто, особливо в посушливих місцях, адокса розмножується тільки вегетативно — кореневищем. Якщо все-таки плоди достигають, то до цього часу стебло слабшає, дугоподібно згинається, у верхній частині спірально закручується навколо своєї осі і плоди опиняються біля поверхні землі або води. Соковита м'якоть кістянок привертає увагу риб. Також плоди охоче поїдаються птахами, проте, оскільки вони дозрівають на початку літа, під час гніздування птахів, то не розповсюджуються на великі відстані.
Євразійсько-південноамериканський вид. Зростає в помірних областях Північної півкулі — в горах до альпійського поясу, на півночі — до арктичних областей і характерна для широколистяних і мішаних лісів, де вона зустрічається вздовж струмків і канав.

## Поширення
- Африка
  - Північна Африка: Марокко
- Азія
  - Кавказ: Грузія; Росія — Дагестан
  - Китай — Хейлунцзян, Хебей, Ляонін, Шаньсі, Сичуань, Цинхай, Юньнань, Синьцзян
  - Східна Азія: Японія — Хоккайдо, Хонсю, Кюсю; Корея
  - Середня Азія: Казахстан; Киргизстан; Таджикистан
  - Монголія
  - Далекий Схід Росії: Хабаровський край, Примор'я, Амурська область, Сахалін
  - Сибір: Бурятія, Республіка Алтай, Тува, Республіка Саха, Алтайський край, Красноярський край, Читинська область, Іркутська область, Кемеровська область, Курганська область, Новосибірська область, Томська область, Тюменська область
- Європа
  - Східна Європа: Білорусь; Естонія; Латвія; Литва; Молдова; Росія — європейська частина; Україна
  - Середня Європа: Австрія; Бельгія; Чехія; Німеччина; Угорщина; Нідерланди; Польща; Словаччина; Швейцарія
  - Північна Європа: Данія; Фінляндія; Норвегія; Швеція; Об'єднане Королівство
  - Південно-Східна Європа: Албанія; Болгарія; Хорватія; Італія; Румунія; Сербія; Словенія
  - Південно-Західна Європа: Франція
- Північна Америка
  - Східна Канада: Онтаріо
  - Північний Центр США — Іллінойс, Айова, Міннесота, Південна Дакота, Вісконсин
  - Північний Схід США — Нью-Йорк
  - Північний Захід США — Колорадо, Монтана, Вайомінг
- Південний Центр США — Нью-Мексико
- Південний Захід США — Юта
  - Субарктична Америка: Канада — Північно-західні території, Юкон; Сполучені Штати Америки — Аляска
  - Західна Канада: Саскачеван, Альберта, Манітоба, Британська Колумбія

## Використання
В народній медицині вживали зібране восени коріння як ранозагоюючий та антисептичний засіб. Його водяним настоєм обмивали гнійні рани.